# 萬帕拉區
12°21′39″S 76°09′58″W / 12.36083°S 76.16611°W
萬帕拉區（西班牙語：Distrito de Huampará），是秘魯的一個區，位於該國中南部利馬大區的堯約斯省，始建於1936年5月13日，面積54平方公里，海拔高度2,478米，2005年人口286，人口密度每平方公里5.3人。